# بردی از یادم
«بردی از یادم» تصنیفی دو صدایی با خوانندگی دلکش و ویگن است. آهنگساز این قطعه مصطفی گرگین‌زاده و ترانه‌سرای آن پرویز خطیبی است.
در برخی منابع به اشتباه از مهدی خالدی و ناصر زرآبادی به عنوان آهنگساز این اثر نام برده شده‌است.

## بازخوانی
- یکی دیگر از اجراهای شناخته شدهٔ این قطعه با تنظیم مهدی خالدی و اجرای هایده و هوشمند عقیلی ضبط شده‌است.[۲]
- علیرضا افتخاری در آلبوم بردی از یادم (۱۳۸۳) این ترانه را بازخوانی کرده‌است.
- بازخوانی توسط هلن
- همچنین لیلا فروهر این ترانه را با تنظیم جینجر شانکار برای تیتراژ فیلم شرایط بازخوانی کرده است.